# Бетанкур, Альфонс Августинович
Альфонс (Альфонсо) Августинович Бетанкур (1805—1875) — русский военный деятель, генерал-лейтенант.

## Биография
Родился в Мадриде в семье инженера А. А. Бетанкура, который в 1808 году поступил на службу в Россию. Обучался в Англии, после чего в 1820 году вернулся в Россию, где его гувернёром был немец Рейф.
5 января 1823 года поступил в Кавалергардский полк юнкером. После смерти отца, в 1826 году, его мать и две сестры — Аделина и Матильда — уехали в Германию, затем в Брюссель, позже они обосновались в Версале. Альфонс остался жить в России и в том же году был пожалован корнетом. С 1828 года поручик, с 1832 года штабс-ротмистр, с 1834 года ротмистр.
С 1836 по 1840 год командовал 4-м эскадроном лейб-гвардии Кавалергардского полка, с 1840 года полковник и командир 2-го дивизиона того же полка. С 1845 года состоял флигель-адъютантом свиты Его Императорского Величества, генерал-майор (03.04.1849), генерал-адъютант (08.09.1855), генерал-лейтенант (30.08.1857). Состоял членом комитета Государственного коннозаводства (14.01.1850).
Скончался холостым в 1875 году (по другим данным в 1863 году) в Париже.

## Интересный факт
По отзыву современников, в молодости Бетанкур был блестящий кавалергардский офицер, «красавец, со спокойным и благородным видом». Судя по дневнику Долли Фикельмон, он постоянно вертелся около императрицы Александры Фёдоровны, был её компаньоном в прогулках и в катаниях на санках. Всё это, бесспорно,  содействовало его успешной карьере. Был очень дружен с И. Полетикой и Дантесом, являлся шафером последнего на его свадьбе.
10 января 1837 года Георг Карл Геккерен (Дантес), служивший поручиком в Кавалергардском его императорского величества полку, венчался в Исакиевском соборе с Екатериной Николаевной Гончаровой (сестрой Натальи Николаевны). Поручителями со стороны Дантеса были — ротмистр Кавалергардского полка Альфонсо Бетанкур и виконт Д'Аршиак, а со стороны невесты — граф Г. А. Строганов, поручик лейб-гвардии Гусарского полка И. Гончаров, полковник Кавалергардского полка А. Полетика и нидерландский посланник барон Геккерен. На бракосочетании присутствовал А. С. Пушкин.

## Награды
российские:

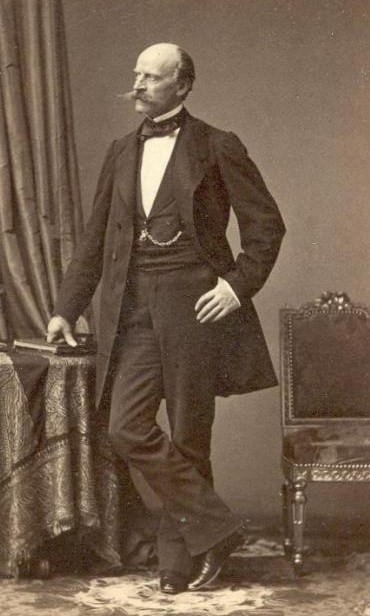
Альфонс Бетанкур, фото 1850-е гг.

- Орден Святой Анны 3 ст. с бантом (1831)
- Польский знак отличия за военное достоинство 4 ст. (1831)
- Орден Святого Владимира 4 ст. (1835)
- Орден Святого Станислава 2 ст. (1839); императорская корона к ордену (1843)
- Орден Святой Анны 2 ст. (1845)
- Орден Святого Владимира 3 ст. (1849)
- Орден Святого Станислава 1 ст. (1850)
- Орден Святого Георгия 4 ст. за 25 лет службы (№ 9039; 26.11.1853)
- Орден Святой Анны 1 ст. (1854); императорская корона к ордену с мечами (1856)

иностранные:
- Прусский Орден Красного Орла 3 кл. (1835)[6]
- Датский Орден Данеброг командорский крест (1849)
- Австрийский Орден Леопольда 1 ст. (1849)
- Австрийский Орден Железной короны 1 ст. (1850)
- Саксонский Орден Альбрехта 1 ст. (1852)
- Вюртенбергский Орден Фридриха 1 ст. (1859)
- Австрийский Орден Леопольда большой крест (1860)
- Прусский Орден Красного Орла 1 кл. (1860)